# AIK Fotboll Damer
AIK Fotboll Damer startades 1970 och är den svenska idrottsföreningen AIK:s fotbollssektion för damer. Laget innehar en 20:e plats i den Damallsvenska maratontabellen och spelar säsongen 2024 i Damallsvenskan. Lagets mest framgångsrika säsong hittills var säsongen 2008 då man slutade på en fjärdeplats i Damallsvenskan. Året innan var AIK:s damlag finalister i svenska cupen och förlorade då finalen mot svensk fotbolls dåvarande gigant Umeå IK. 
Hemmamatcherna spelas sedan 1980-talet på Skytteholms IP, som tar cirka 4000 åskådare. Laget har även haft Råstahems IP och Ulriksdals IP som hemmaplaner.

## Historia

### 1970-talet
AIK:s damsektion för fotboll spelade sin första organiserade match i fotboll den 10 maj 1970. Man spelade mot Ronna från Södertälje och vann med 3-0. Första året spelade man i Stockholmsserien (Klass II) där det blev sju seriematcher och man slutade tvåa efter Jakobsberg, som på den tiden var ett starkt näste för damfotboll. Det nystartade AIK lockade till sig många fotbollssugna damer och redan 1971 kunde man ställa upp med ett A-lag, ett B-lag samt ett flicklag i Sankt Erikscupen. Tre damer togs ut till landslaget, i en landskamp mot Danmark. I september 1971  mötte man också ett kändislag, Husmodern. AIK - Husmodern var en förmatch till derbyt mellan AIK och Djurgårdens IF. Man lyckades även vinna Klass II detta år och avancerade till Klass I.
1972 så vann man också Klass I och hade spelat 26 matcher sedan förlust, då senaste förlusten kom mot Jakobsberg 1970. AIK derbyvann också mot Hammarby IF med 2-0 som en meriterande seger detta år. Dessa framgångar gjorde så att man fick chansen att spela i division 2 Östra Svealand 1973. Efter ett par år, nämligen 1978, så vann man även den serien och avancerade till högsta serien i fotboll, division 1. Oturligt nog blev sejouren i den högsta serien bara ettårig. 

### 1980- & 90-talet
1980 spelade man i division 2 igen. Det året vann man återigen den näst högsta division och fick spela i division 1 återigen. Vinsten i division 2 var otrolig - man vann samtliga 18 matcher och slutade på 36 poäng, tolv poäng före tvåan. 1981 så spelade man som sagt i division 1 igen och hamnade på en tredjeplats som nykomlingar. När seriesystemet gjordes om så fick man spela i division 1, då den näst högsta divisionen. Man blev ett stabilt division 1-lag och kom till slut att kallas "den eviga tvåan". 1992 kom man också just tvåa, men segrarna i division 1 södra, GAIS, lade ner sin damfotbollsverksamhet - vilket gjorde att tvåorna i norra och södra fick kvala mot varandra. AIK lyckades vinna över Mariestad och man gick upp till Damallsvenskan.
Det blev tre säsonger i den högsta serien och man misslyckades med att etablera sig som mittenlag. 1995 flyttades man ner efter en streckstrid för tredje året i rad efter en dåligt genomförd "vinna eller försvinna"-match mot nedflyttningsklara Mallbackens IF. Spelarna flydde A-truppen, ett dussintal rättare sagt, vilket gjorde så att AIK:s trupp bestod av många unga och orutinerade spelare. Detta gjorde så att man 1996 ramlade ner till division 2 igen.

### 2000-talet - Återkommande satsningar
2000 återvände man till division 1 igen, då under namnet Norrettan. AIK satsade inför säsongen 2000 på att bli en toppklubb inom damfotbollen i Sverige och tog in fyra stycken tränare. Huvudtränare blev Lilie Persson och bland de tre assisterande tränarna fanns bland annat Pia Sundhage. Det dröjde dock till säsongen 2004 innan satsningen gav resultat och då med en ny huvudtränare vid namn Christer Söderberg. 2004 förlorade laget inte en enda match, utan vann 18 och spelade 4 oavgjorda, och vann Norrettan på 58 poäng - med en stor marginal ned till tvåan. 2005 fick man således spela i Damallsvenskan igen, men nedflyttas direkt igen. 2006 blir det spel i Norrettan och efter övertygande insatser går man upp till Damallsvenskan 2007. Säsongen 2007 lyckades laget gå ända till final i Svenska cupen, men blev där slagna av Umeå IK med 4-3. Matchen var spännande i slutet efter att Umeå tagit ledningen med 3-0 inför andra halvlek. I andra halvlek fick dock AIK två snabba mål och kunde kvittera i slutet av matchen. Men bara några minuter efter AIK:s kvitteringsmål kunde Umeå göra 4-3, vilket stod sig hela matchen. Trots förlust var finalen i Svenska Cupen AIK Fotboll Damers dittills främsta merit. Inför säsongen 2008 värvade AIK friskt - bland nyförvärven fanns Lollo Fors, Emma Lundh, Elin Ekblom Bak, Lisa De Vanna med flera. Satsningen slutade med en fjärde plats. 2009 slutade laget på en åttondeplats.

### 2010-talet - Uteblivna satsningar
När 2010-talet kom så var de större satsningarna på damlaget slut i AIK och 2010 slutade med en sistaplats i Damallsvenskan och degraderades till Norrettan. Året därpå, 2011, vann laget dock Norrettan och blev återigen ett damallsvenskt lag. Någon större satsning blev det dock inte 2012, utan laget slutade sist i Damallsvenskan. 9 poäng från att klara sig kvar. 2013 blev det så ytterligare en säsong i andradivisionen, som nu bytt namn till Elitettan. Säsongen slutade med en andraplats och laget flyttades således upp i Damallsvenskan igen inför 2014. Säsongen 2014 hamnade AIK på plats 10, 14 poäng från nedflyttning och med en målskillnad på -35. Säsongen efter, 2015, lyckades laget endast spela till sig 2 poäng och hamnade på sista plats i serien och blev således nedflyttade till Elitettan igen. Säsongerna 2016-2018 spelade laget i Elitettan och varierade mellan att vara ett mittenlag och ett topplag de olika säsongerna. Inför säsongen 2019 anställdes de relativt unga tränarna Caroline Sjöblom och Robert Svanström. Den nya tränarduon satsade på många unga spelare, så som Evelina Findell, Wilma Ljung Klingwall, Therese Simonsson och Eva Nyström, och de gav relativt omgående effekt då laget slutade på en fjärde plats i serien, endast fyra poäng från uppflyttning.

### 2020-talet - "Jojo-laget"
Säsongen 2020 blev en rekordsäsong för AIK i Elitettan. Året inleddes med att Anne Mäkinen anställdes som sportchef för AIK dam. Laget vann serien på 72 poäng och slog därmed poängrekord. Den tidigare rekordnoteringen stod Växjö DFF för 2017 då man slutade på 69 poäng. AIK noterades också för hela 24 segermatcher i Elitettan vilket även detta var rekord. Det tidigare rekordet hölls av Växjö DFF som 2017 vann 22 matcher. Säsongen 2020 blev också första gången som en AIK-spelare vann skytteligan i Elitettan. De 25 målen i Elitettan av Adelisa Grabus innebar att hon överlägset vann skytteligan i hela serien. AIK-forwarden slutade hela sju mål före tvåan Emma Jansson från Hammarby och var under hösten aldrig hotad gällande titeln som Elitettans skyttedrottning. Mitt under pågående säsong 2020 meddelade AIK att en av damlagets två tränare, Caroline Sjöblom, efter säsongen skulle tillträda en tjänst som förbundskapten för flicklandslagen hos SVFF. Efter avslutad säsong valde även Robert Svanström att lämna sin tjänst som tränare för laget och AIK:s damlag var således utan tränare inför återkomsten i Damallsvenskan.
Återkomsten till Damallsvenskan 2021 blev en säsong fylld av skador och laget slutade till slut på en tionde plats, 9 poäng från nedflyttning. Noterbara förändringar i truppen inför och under säsongen var att laget fick en ny huvudtränare i form av Maiju Ruotsalainen, samt att ett antal spelare från rekordsäsongen i Elitettan inte fick förnyat kontrakt och att spelare så som Kaisa Collin och Hallbera Gísladóttir blev en del av truppen.
Inför säsongen 2022 värvades den tidigare AIK-spelaren Jennie Nordin tillbaka till AIK för en tredje sejour i klubben. Även Agnes Nyberg värvades in från Elitettanlaget IK Uppsala, samt den australiensiske landslagsanfallaren Remy Siemsen som presenterades av klubben efter den första omgången i serien. Klubben förlängde även med ett flertal spelare så som Linda Hallin, Sara Nordin och Julia Olsson. Den mest noterbara förändringen i truppen var dock att supertalangen Rosa Kafaji lämnade AIK för spel i BK Häcken för en rekordsumma som AIK själva beskrev som "banbrytande för AIK Fotboll och tillhör en av de större affärerna någonsin av en svensk fotbollsspelare på damsidan". Efter en turbulent tid i klubben och sex raka förluster fick sportchefen Anne Mäkinen, huvudtränare Maiju Routsalainen och assisterande tränaren Scott Swainston alla fick lämna sina poster. Därefter blev Herish Sadi blivit tillförordnad sportchef, samt att Jesper Björk och Nebojša Novaković skulle nya huvudtränare med Michael Nilsson som assisterande tränare. Säsong 2022 slutade i fiasko då AIK slutade sist i Damallsvenskan och blev degraderade till Elitettan.
Säsongen 2023 blev desto gladare. Inför säsongen lämnade en hel del spelare, men nyckelspelare så som Jennie Nordin, Adelisa Grabus, Matilda Nildén och Linda Hallin blev kvar i truppen. Säsongen inleddes med gruppspel i Svenska cupen där man slog Damallsvenska Djurgården med 2-1 i derbyt. Därefter tog Elitettan vid och i de två första matcherna spelade laget 0-0 mot Trelleborgs FF och Alingsås FC. Men det visade sig vara de två starkaste lagen vid sidan av AIK som de första 23 omgångarna inte förlorat en enda match i Elitettan och med tre omgångar kvar säkrade uppflyttning till Damallsvenskan 2024. Med tre omgångar kvar hade laget också slagit målrekordet för Elitettan.
Inför återkomsten i Damallsvenskan förlorade laget sin stora stjärna Matilda Nildén till Häcken. Ett antal spelare värvades, men få med rutin från Damallsvenskan. Det blev inledningsvis en tuff säsong med många förluster, och först efter ett antal rutinerade nyförvärv under sommaren, bland annat Anna Oscarsson, tog sig laget upp över nedflyttningsstrecket. Det blev till slut kvalspel mot Umeå IK för att hålla sig kvar i Damallsvenskan. Bortamatchen slutade med en 1-0-förlust, men på hemmaplan vann laget med 2-0 inför en rekordpublik och höll sig därmed kvar i Damallsvenskan.

## Spelplatser

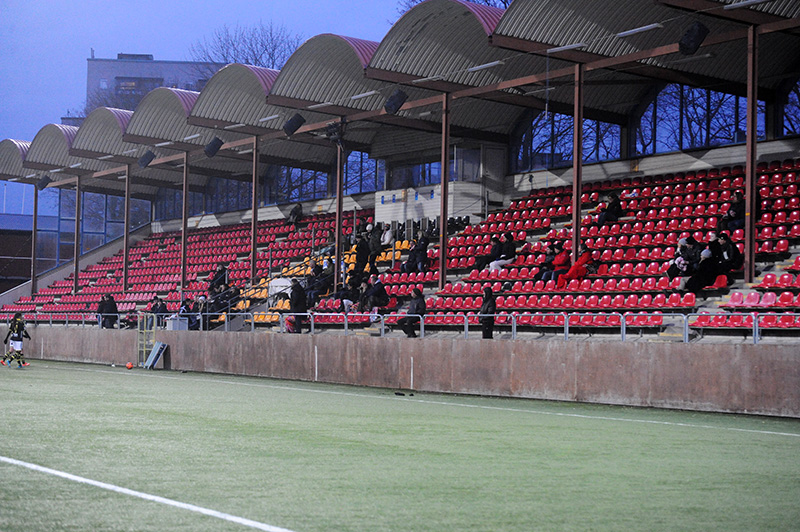
Skytteholms IP

### Tidigare spelplatser
Genom åren har AIK:s damer spelat på den nu nedlagda planen Råstahems IP och senare Ulriksdals IP, en plan som var lagets träningsplan och hemmaplan fram till 1980-talet. Efter Ulriksdals IP blev den nuvarande hemmaplanen Skytteholms IP hemmavist för damlaget. Under några år i slutet av 80-talet spelade damlaget på Hagalunds IP. 
Damlaget har även spelat ett fåtal matcher på såväl Råsunda stadion som Friends arena. 

### Skytteholms Idrottsplats
Sedan 1980-talet är Skytteholms IP hemmaplan för AIK:s damlag. Här finns en huvudläktare och ett antal provisoriska läktare och fullsatt kan ca 4000 åskådare få plats. I maj 2024 meddelade AIK, Solna stad och fastighetsbolaget JM att man kommit överens om en utveckling av Skytteholms IP. I ombyggnationen ska två nya läktare skapas med lokaler, samt en fastighet som binder ihop läktarna. A-planen kommer under arbetet också att breddas något. Detaljplanearbetet ska enligt överenskommelsen vara klart 2026, men upprustningen av läktarna inleds redan under 2025. Läktaren på östra kortsidan kommer innehålla omklädningsrum, gym, kanslier och toaletter och ska stå klar 2026.

## Placering tidigare säsonger
| Säsong | Nivå | Liga           | Placering | Referens      | Notering                            |
| ------ | ---- | -------------- | --------- | ------------- | ----------------------------------- |
| 2000   | 2    | Norrettan      | 4         |               |                                     |
| 2001   | 2    | Norrettan      | 5         |               |                                     |
| 2002   | 2    | Norrettan      | 2         |               |                                     |
| 2003   | 2    | Norrettan      | 4         |               |                                     |
| 2004   | 2    | Norrettan      | 1         |               | Uppflyttad till Damallsvenskan 2005 |
| 2005   | 1    | Damallsvenskan | 11        | [ 19 ]        | Nedflyttad till Norrettan 2006      |
| 2006   | 2    | Norrettan      | 1         | [ 20 ]        | Uppflyttad till Damallsvenskan 2007 |
| 2007   | 1    | Damallsvenskan | 10        | [ 21 ]        |                                     |
| 2008   | 1    | Damallsvenskan | 4         | [ 22 ]        |                                     |
| 2009   | 1    | Damallsvenskan | 8         | [ 23 ]        |                                     |
| 2010   | 1    | Damallsvenskan | 12        | [ 24 ]        | Nedflyttad till Norrettan 2011      |
| 2011   | 2    | Norrettan      | 1         | [ 25 ]        | Uppflyttad till Damallsvenskan 2012 |
| 2012   | 1    | Damallsvenskan | 12        | [ 26 ] [ 27 ] | Nedflyttad till Elitettan 2013      |
| 2013   | 2    | Elitettan      | 2         | [ 28 ]        | Uppflyttad till Damallsvenskan 2014 |
| 2014   | 1    | Damallsvenskan | 10        | [ 29 ] [ 30 ] |                                     |
| 2015   | 1    | Damallsvenskan | 12        | [ 31 ] [ 32 ] | Nedflyttad till Elitettan 2016      |
| 2016   | 2    | Elitettan      | 7         | [ 33 ] [ 34 ] |                                     |
| 2017   | 2    | Elitettan      | 3         | [ 35 ] [ 36 ] |                                     |
| 2018   | 2    | Elitettan      | 9         | [ 37 ]        |                                     |
| 2019   | 2    | Elitettan      | 4         | [ 38 ] [ 39 ] |                                     |
| 2020   | 2    | Elitettan      | 1         | [ 40 ] [ 41 ] | Uppflyttad till Damallsvenskan 2021 |
| 2021   | 1    | Damallsvenskan | 10        | [ 42 ] [ 43 ] |                                     |
| 2022   | 1    | Damallsvenskan | 14        | [ 44 ] [ 45 ] | Nedflyttad till Elitettan 2023      |
| 2023   | 2    | Elitettan      | 1         | [ 46 ] [ 47 ] | Uppflyttad till Damallsvenskan 2024 |
| 2024   | 1    | Damallsvenskan | 12        | [ 48 ]        |                                     |
| 2025   | 1    | Damallsvenskan |           |               |                                     |

## Truppen
https://www.aikfotboll.se/damer/truppen
| Nr          | Land         | Spelare                | Födelsedatum      | Kom från              | Moderklubb             |
| Målvakter   | Målvakter    | Målvakter              | Målvakter         | Målvakter             | Målvakter              |
| ----------- | ------------ | ---------------------- | ----------------- | --------------------- | ---------------------- |
| 21          | Finland      | Emilia Dannbäck        | 1 september 2005  | Puskás Akadémia FC    | Nummelan Palloseura    |
| 28          | Australien   | Jada Whyman            | 24 oktober 1999   | Sydney FC             | West Wagga FC          |
| 30          | Sverige      | Serina Backmark        | 21 april 2003     | AIK U                 | Stuvsta IF             |
| Försvarare  |              |                        |                   |                       |                        |
| 3           | Filippinerna | Angela Beard           | 16 augusti 1997   | Linköpings FC         | Brisbane Roar          |
| 4           | Sverige      | Jennie Nordin          | 15 maj 1993       | Piteå IF              | Solrød FC              |
| 17          | Sverige      | Janelle Yilmaz         | 27 maj 2006       | AIK U                 | Kallhälls FF           |
| 22          | Sverige      | Anna Oscarsson         | 23 juni 1996      | Glasgow City FC       | FC Gute                |
| 29          | Sverige      | Matilda Plan           | 31 juli 1998      | Djurgårdens IF        | DFK Katrineholm        |
| 37          | Slovakien    | Patricía Fischerová    | 26 augusti 1993   | IFK Kalmar            | Turčianska Štiavnička  |
| Mittfältare |              |                        |                   |                       |                        |
| 5           | Japan        | Haruna Tabata          | 27 maj 2002       | Mynavi Vegalta Sendai | Viento FC Toyono       |
| 6           | Sverige      | Felicia Saving         | 23 augusti 2002   | Linköpings FC         | Boo FF                 |
| 7           | Danmark      | Signe Carstens         | 7 mars 2002       | Celtic FC             | DBK Fortuna Hjørring   |
| 8           | Sverige      | Villemo Dahlqvist      | 5 september 2002  | Umeå IK               | Sunnanå SK             |
| 12          | Sverige      | Klara Ahnberg          | 15 november 2008  | Boo FF                | Nacka FC               |
| 13          | Sverige      | Daniella Famili        | 19 september 1995 | IF Brommapojkarna     | Bele Barkarby FF       |
| 16          | Sverige      | Nellie Eriksen Yasseri | 23 november 2006  | AIK U                 | Sandvikens IF          |
| 18          | Sverige      | Nova Selin             | 1 april 2008      | AIK U                 | Vasalunds IF           |
| 23          | Sverige      | Ella Reidy             | 28 juni 2002      | Jitex BK              | Jonsereds IF           |
| 24          | Sverige      | Nova Furevik           | 12 maj 2005       | AIK U                 | IFK Österåker          |
| 25          | Sverige      | Olivia Lindstedt       | 23 maj 2001       | FC Rosengård          | Glumslövs FF           |
| Anfallare   |              |                        |                   |                       |                        |
| 9           | Sverige      | Moa Sjöström           | 1 januari 1996    | Älvsjö AIK FF         | Spölands IF            |
| 10          | Sydkorea     | Son Hwa-Yeon           | 15 mars 1997      | Incheon Red Steel     | Gwangsan Middle School |
| 11          | Sverige      | Ida Björnberg          | 31 december 2006  | KIF Örebro            | Rynninge IK            |
| 14          | Sverige      | Adelisa Grabus         | 26 maj 1996       | Växjö DFF             | Arboga Södra IF        |
| 20          | Sverige      | Aleksandra Bogucka     | 4 juni 2006       | AIK U                 | Sätra SK               |

### Utlånade spelare
https://www.aikfotboll.se/damer/truppen
| Nr          | Land      | Namn          | Födelsedatum | Kom från  | Moderklubb          | Utlånad till      |
| Målvakter   | Målvakter | Målvakter     | Målvakter    | Målvakter | Målvakter           | Målvakter         |
| ----------- | --------- | ------------- | ------------ | --------- | ------------------- | ----------------- |
|             |           |               |              |           |                     |                   |
| Försvarare  |           |               |              |           |                     |                   |
| 15          | Sverige   | Ellen Schampi | 12 juni 2002 | Umeå IK   | Stämnings-gården IK | Eskilstuna United |
| Mittfältare |           |               |              |           |                     |                   |
|             |           |               |              |           |                     |                   |
| Anfallare   |           |               |              |           |                     |                   |
|             |           |               |              |           |                     |                   |

### Nyförvärv/förluster 2025
Vinterfönstret
In:
 Janelle Yilmaz (AIK U)
 Aleksandra Bogucka (AIK U)
 Nellie Eriksen Yasseri (AIK U)
 Matilda Plan (Djurgårdens IF)
 Signe Carstens (Celtic FC)
 Angela Beard (Linköping FC)
 Klara Ahnberg (Boo FF)
Ut:
 Sofia Parkner (KIF Örebro)
 Emelie Jansson (ej förlängt)
 Annika Svensson (Djurgårdens IF)
 Wilma Ljung Klingwall (ej förlängt)
 Michelle Rojas Flores (ej förlängt)
 Beata Olsson (Kristianstads DFF)
 Vendela Dreifaldt (ej förlängt)
 Nina Jakobsson (avbrutet kontrakt)
 Sara Frigren (IF Brommapojkarna)

Sommarfönstret
In:
 Emilia Dannbäck (Puskás Akadémia FC)
 Ida Björnberg (KIF Örebro)
Ut:
 Vendela Persbeck (Ej förlängt)

### Ledarstaben
| Position             | Namn                             |
| -------------------- | -------------------------------- |
| Sportchef            | Zinar Spindari                   |
| Huvudtränare         | Lukas Syberyjski                 |
| Assisterande tränare | Athanassios “Sakis” Papadopoulos |
| Målvaktstränare      | Elliot Bastias Alamo             |
| Fystränare           | Thanos Salampasis                |
| Materialansvarig     | Lars Fremin                      |
| Fysioterapeut        | Edvin Wivallius                  |
| Fysioterapeut        | Carin Fältskog                   |
| Lagläkare            | Alex Flores                      |